# شعب بني مانع (أفلح الشام)
شعب بني مانع هي إحدى قرى عزلة بني أبو هادي والعباد بمديرية أفلح الشام التابعة لمحافظة حجة، بلغ تعداد سكانها 2316 نسمة حسب تعداد اليمن لعام 2004.